# Ясельда
Ясе́льда (Ясо́льда) — річка на Поліссі, на території Пружанського (бере свій початок за 3 км на північ від села Клепачі), Березівського, Дрогичинського і Пінського районів Берестейської області Білорусі, ліва притока Прип'яті. Протікає через озера Мотольське і Спорівське.
Довжина — 242 км, площа басейну — 5430 км². У верхній течії тече через Біловезьку пущу, згодом проходить через Спорівське озеро. Рівнинна, частково заболочена річка. Живлення мішане, переважно снігове.
Основні притоки:
- канал Вінець (праворуч);
- Жигулянка, Огінський канал (ліворуч).

Ширина долини 2 — 4 км, найбільша 8 км. Заплава двостороння, заболочена, в середній течії ширина 0,8 — 1,2 км, в нижній 1,5 — 6 км. Русло у верхів'ї каналізоване, нижче — звивисте, шириною в середньому 15 — 25 м, в нижній частині 60 м. Береги низькі, заболочені, після впадіння Жигулянки круті, місцями обваловані. Найвищий рівень паводку в кінці березня, середнє перевищення рівня води над межовим в селі Хорево 1,4 м, в селі Городище 2,6 м, максимальне відповідно 1,7 і 3,1. Середньорічний витрата води в гирлі 35,8 м³/с, найбільший 573 м³/с (1958), найменша 1,36 м³/с (1956). Водозбору 7790 км², на Прибузькій рівнині і в Прип'ятському Поліссі, під лісом 30 %, під ріллею 25 %.

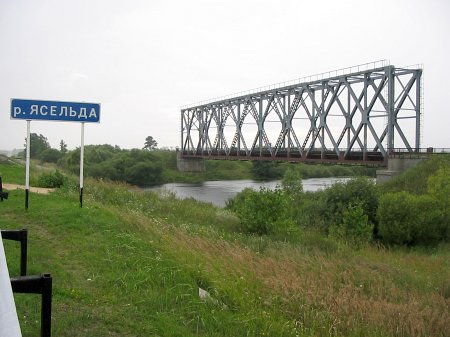
Залізничний міст через річку Ясельда

Ясельда з Огінським каналом і річкою Щара утворює водну систему, що з'єднує басейни Дніпра та Німана. На річці є зона відпочинку Ясельда, мисливська-рибальська база «Спорово», водосховище Селець; місто Береза.
Річка судноплавна від гирла до шоссейного мосту на дорозі Пінськ — Логишин. На березі річки в селах Островичі, Мерчиці, Сушіцьк археологічні пам'ятники — поселення епохи неоліту і бронзової доби і селища залізної доби. Архітектурні й історичні пам'ятки: в місті Береза — історико-революційний музей (відкритий в 1965 році), Петропавлівська церква (1772), в селі Поріччя — пейзажний парк «Поріччя» (19 століття).
- У долині річки розташований Споровський заказник.